# Túath
Una Túath (plural túatha) era una organització política medieval irlandesa més petita que un regne. Túatha té el caràcter de regne sobirà de ple dret en àrees lligades per jurament de fidelitat a estats més grans com Connacht o Ulaid.
És una paraula de l'irlandès antic afí al gal·lès i al bretó tud (poble), al gallec toudo, al protogermànic þeudō (com a theodiscus). Túath es refereix tant al poble com al territori geogràfic. En irlandès modern es pronuncia tuath, sense la fada (marca de longitud).

## Exemples històrics
- Osraige - túath que més tard es va convertir en el regne del mateix nom a l'era cristiana.
- Dál Riata - túath que esdevingué una confederació de túatha i que s'establiren a Alba, creant la moderna nació d'Escòcia.
- Clandonnell, Glenconkeyne, Killetra, Melanagh, Tarraghter, i Tomlagh, que tots ells formaren l'antic territori de Loughinsholin.